# Hymedesmia anisostrongyloxea
Hymedesmia anisostrongyloxea är en svampdjursart som beskrevs av Patricia R. Bergquist och Fromont 1988. Hymedesmia anisostrongyloxea ingår i släktet Hymedesmia och familjen Hymedesmiidae. Inga underarter finns listade i Catalogue of Life.